# NGC 6916
NGC 6916 este o galaxie situată în constelația Lebăda. A fost descoperită în 26 iunie 1887 de către Lewis A. Swift. Se află la o distanță de 43,85 de megaparseci de Pământ.